# Clay County, Georgia
Clay County är ett administrativt område i delstaten Georgia, USA. År 2010 hade countyt 3 183 invånare. Den administrativa huvudorten (county seat) är Fort Gaines.

## Geografi
Enligt United States Census Bureau har countyt en total area på 562 km². 506 km² av den arean är land och 56 km² är vatten.

### Angränsande countyn
- Quitman County, Georgia - nord
- Randolph County, Georgia - nordost
- Calhoun County, Georgia - öst
- Early County, Georgia - syd
- Henry County, Alabama - väst
- Barbour County, Alabama - nordväst